# Allen Adham
Allen Adham (właśc. Ayman Allen Adham) – amerykański projektant gier i przedsiębiorca, pochodzenia egipskiego. Współzałożyciel i pracownik firmy Blizzard Entertainment w latach 1991–2004; następnie powrócił i w latach 2016–2024 był producentem wykonawczym i starszym wiceprezesem firmy. Producent dwóch części serii Warcraft i StarCrafta oraz projektant Warcraft III i World of Warcraft.

## Życiorys
Adham grał w gry wideo już od „bardzo wczesnego wieku”, natomiast w wieku 14 lat zaczął programować, tworząc własne gry w szkole średniej i na uczelni. W latach 80. Adham spędzał czas z grupą przyjaciół, w której znajdował się m.in. założyciel Interplay Entertainment, Brian Fargo, dla którego następnie testował gry; w międzyczasie rozpoczął studia informatyczne na Uniwersytecie Kalifornijskim w Los Angeles oraz zajmował się rozwojem gier komputerowych dla Interplay, Datasoft czy The Software Toolworks. W 1990 roku otrzymał tytuł licencjata z informatyki.
Po zapisaniu się do programu informatycznego na UCLA i spędzeniu lata w pracy nad kodowaniem w wielu udanych gier (w tym Gunslinger i Demon's Forge), Adham wpadł na pomysł założenia własnej firmy, zajmującej się tworzeniem gier. Proponując „coś zabawnego i innego”, w 1991 roku przekonał kolegów Michaela Morhaime'a i Franka Pearce'a, by stworzyli wspólnie Silicon & Synapse, które później zmieniło nazwę na Blizzard Entertainment. Mimo że założyli ją we trzech, to jednak Adham uznawany za prawdziwego założyciela firmy ze względu na jego rolę w zebraniu tego trio.
Adham pełnił Blizzardzie funkcję producenta wykonawczego oraz głównego projektanta, a także programował pierwsze tytuły firmy, m.in. Warcraft: Orcs & Humans, Lost Vikings, RPM Racing czy Rock N 'Roll Racing. W latach 1994–1998 był producentem wykonawczym takich, gier jak: Blackthorne, Warcraft II: Tides of Darkness, StarCraft i Diablo. Następnie w 2002 roku był starszym projektantem Warcraft III: Reign of Chaos, a następnie został (wraz z Robem Pardo) pierwszym głównym projektantem gry World of Warcraft (2004), który „ustanowił kurs” dla dalszego rozwoju tego tytułu. W tym czasie pracował w Blizzardzie jako jeden z prezesów oraz jako główny projektant gry, pracując siedem dni w tygodniu, po 14–16 godzin dziennie.
W 2003 roku Allen ożenił się, natomiast w styczniu 2004, krótko po przejęciu firmy przez Vivendi, Adham „z powodu zmęczenia i wypalenia” zdecydował się opuścić szeregi Blizzarda, aby skupić się na rodzinie, w obawie przed bolesnym okresem „crunchu”, czyli wytężonej pracy zaraz przed premierą. W tym samym roku odszedł z branży gier i przeniósł się do sektora finansowego, tworząc fundusz hedgingowy o nazwie Tenfold Capital Management, który nazwał „kolejną dużą formą gier wideo”. Adham stwierdził, że jego nowa ścieżka kariery była „fajna, w zupełnie inny sposób”. Przez pierwsze kilka lat myślał, że mógł lubić to tak samo jak tworzenie gier. Jednak z czasem pęd przychodów z funduszu hedgingowego spadł. Mimo własnej działalności, Adham nadal pozostawał konsultantem Blizzarda oraz znajdował czas na zagranie „w każdą grę wydaną przez Blizzard”, w tym „dużo World of Warcraft”.
W 2006 roku Adham oświadczył, że żałuje swojej decyzji i stwierdził, że powinien po prostu poświęcić rok nieobecności i zaczął szukać szansy na powrót do branży gier. Do 2007 roku Adham chciał wrócić do Blizzarda, jednakże był zaangażowany w nową działalność, którą stworzył. Później stwierdził, że „z perspektywy czasu, pozostawienie Blizzarda było chyba największym błędem, który zrobił w swoim życiu”. Ostatecznie w 2016 roku zdecydował się powrócić do firmy. W wyniku tego podczas BlizzCon 2016 prezes Blizzarda Mike Morhaime zapowiedział, że po 12 latach Allen Adham wraca do spółki. Powierzono mu ponownie stanowisko producenta wykonawczego (oficjalnie starszego wiceprezesa), odpowiedzialnego za poszukiwanie nowych pomysłów i nadzorowanie tworzenia nowych projektów.
Od końcówki 2016 roku pracował nad nowymi projektami lub, jak je opisuje: „nowymi fajnymi rzeczami”; niektóre z tych projektów były nowymi własnościami intelektualnymi. Zaproponował m.in. stworzenie StarCraft 4X, ale później stracił nią lub tym gatunkiem zainteresowanie i projekt anulowano. W październiku 2018 po odejściu Micheala Morhaime'a ze stanowiska prezesa Blizzarda i zastąpieniu go przez J. Allena Bracka, Adham został włączony do „wykonawczego zespołu kierowniczego” wraz Ray'em Gresko (nowym dyrektorem ds. rozwoju). W styczniu 2024 roku, kilka miesięcy po przejęciu Activision Blizzard (w tym Blizzarda) przez Microsoft, Adham zdecydował się ponownie odejść z firmy, prawdopodobnie w związku ze zwolnieniami w przedsiębiorstwie i anulowaniu produkcji gry survivalowej o nazwie kodowej „Odyssey”.
Adham został wyróżniony przez serwis GameSpy, gdzie trafił na listę 30 najbardziej wpływowych ludzi w branży gier. Wówczas doceniono go jako współzałożyciela firmy Blizzard, kierownika ds. rozwoju nad grą Warcraft oraz jako jednego z pionierów gier strategicznych online.

## Wybrane gry
| Rok  | Tytuł                            | Rola                                         |
| ---- | -------------------------------- | -------------------------------------------- |
| 1985 | The Bard’s Tale                  | Tester                                       |
| 1985 | Borrowed Time                    | Programista                                  |
| 1986 | Gunslinger                       | Programista                                  |
| 1986 | Battle Chess                     | Programista                                  |
| 1992 | RPM Racing                       | Programista                                  |
| 1993 | Rock 'n Roll Racing              | Programista, producent                       |
| 1993 | The Lost Vikings                 | Programista, producent                       |
| 1994 | Warcraft: Orcs & Humans          | Producent wykonawczy                         |
| 1994 | The Death and Return of Superman | Programista, producent wykonawczy            |
| 1994 | Blackthorne                      | Scenarzysta, producent, producent wykonawczy |
| 1995 | Warcraft II: Tides of Darkness   | Producent wykonawczy                         |
| 1995 | Justice League Task Force        | Programista, producent wykonawczy            |
| 1996 | Diablo                           | Producent wykonawczy                         |
| 1997 | The Lost Vikings 2               | Programista, producent wykonawczy            |
| 1998 | StarCraft                        | Producent wykonawczy, dubbing                |
| 1998 | StarCraft: Brood War             | Dubbing                                      |
| 1999 | Heart of Darkness                | Producent                                    |
| 2002 | Warcraft III: Reign of Chaos     | Starszy projektant                           |
| 2004 | World of Warcraft                | Główny projektant, dyrektor gry              |